# Magdelaine Bavent
Magdelaine Bavent, född 1602, död 1652, var en fransk nunna som blev åtalad för häxeri. Hon var nunna vid klostret Saint-Louis-Sainte-Élisabeth i Louviers, och var en av huvudpersonerna i den stora häxprocessen känd som Besättelserna i Louviers (1643-1647). Hon dömdes till livstids fängelse i Rouen.